# Super Mario Bros.: The Lost Levels
Super Mario Bros.: The Lost Levels este un joc lansat de compania Nintendo pe data de 3 iulie 1986, fiind lansat exclusiv în Japonia pentru consola Famicom Disk System.
Jocul a fost conceput pentru a fi jucat de către cei care au terminat jocul Super Mario Bros., fiind mai complicat și complex. 

### Personaje
Personajul principal este Super Mario, misiunea lui fiind să o salveze pe Prințesa Peach. Cei mai des întâlniți inamici sunt Goomba, Koopa Troopa și inamicul final, Bowser. Bowser a capturat-o pe prințesă, Mario fiind nevoit să treacă prin mai multe castele la finalul cărora întâlnește un Mushroom Retainer (mai târziu numiți Toad) care îi arată drumul spre următorul castel.

### Obstacole
Noi obstacole care apar în acest joc sunt vântul, care îl împinge pe Mario în direcția lui și Poison Mushroom (ciupercă otrăvitoare), care îl urmărește pe Mario și îl rănește la atingere. De asemenea, obstacole din jocul precedent, cum ar fi bara de foc sau Bill Blaster, un tun care trage cu proiectile spre Mario, reapar în acest joc.